# 南大東駅
南大東駅（みなみだいとうえき）は、島根県雲南市大東町上佐世にある、西日本旅客鉄道（JR西日本）木次線の駅である。
同線で最も新しい駅である。

## 歴史
- 1963年（昭和38年）10月1日：国鉄木次線出雲大東駅 - 木次駅間に新設[1]。
- 1987年（昭和62年）4月1日：国鉄分割民営化に伴い、JR西日本の駅となる[1]。

## 駅構造
単式ホーム1面1線を有する地上駅（停留所）。線路北側（備後落合方面に向かって右側）にホームが設置されている。駅舎は無く、ホーム中程に待合所が設置されている。待合所出雲大東方から駅北側の駅より高い位置を走る県道に至る坂道があり、これが駅出入口となっている。
木次鉄道部管理の無人駅。自動券売機等も設置されていない。

## 利用状況
近年の1日平均乗車人員の推移は以下の通り。なお、1994年度は24人、1984年度は22人だった。
| 乗車人員推移 | 乗車人員推移 |
| 年度         | 1日平均人数  |
| ------------ | ------------ |
| 1999         | 18           |
| 2000         | 21           |
| 2001         | 14           |
| 2002         | 16           |
| 2003         | 19           |
| 2004         | 16           |
| 2005         | 13           |
| 2006         | 10           |
| 2007         | 7            |
| 2008         | 4            |
| 2009         | 4            |
| 2010         | 4            |
| 2011         | 5            |
| 2012         | 5            |
| 2013         | 10           |
| 2014         | 4            |
| 2015         | 8            |
| 2016         | 4            |
| 2017         | 4            |
| 2018         | 6            |
| 2019         | 7            |
| 2020         | 7            |
| 2021         | 7            |
| 2022         | 7            |

## 駅周辺
駅の北側を島根県道24号松江木次線が走る。駅の北側の県道沿いや駅の南側などに人家があり、県道沿いには商店もある。
- 民宿 山里の宿[2]

### バス路線
島根県道24号線沿いに「JR南大東駅」停留所があり、雲南市民バスの吉田大東線と佐世線のバスが経由する。

## 隣の駅
西日本旅客鉄道（JR西日本）
 木次線
出雲大東駅 - 南大東駅 - 木次駅

#### 統計資料
1. ↑  “島根県統計書”. しまね統計情報データベース.   島根県政策企画局. 2025年2月5日閲覧。